# Generaal der Genie-troepen
Generaal der genie-troepen (Duits: General der Pioniere) was een rang in de Wehrmacht, het leger van nazi-Duitsland.  Een Generaal der genie-troepen was het equivalent van een drie-sterrengeneraal in het Britse leger en het Amerikaanse leger.  Hij voerde het bevel over een korps of een leger.  Hij was hoger in rang dan een Generalleutnant (een twee-sterrengeneraal in het Duitse leger) en lager dan een kolonel-generaal.
De Wehrmacht creëerde deze functie in 1938.  De noodzaak was ontstaan om de officieren van de genie te bevorderen tot een rang, waarbij ze op gelijke hoogte stonden als andere generaals.  De rang was gelijkwaardig met de reeds bestaande generaal der infanterie, generaal der cavalerie en generaal der artillerie.  Samen met de Generaal der genie-troepen werden ook andere rangen in het leven geroepen : generaal der bergtroepen, generaal der pantsertroepen en generaal van de verbindingstroepen.
In de Luftwaffe bestonden gelijkaardige rangen, namelijk generaal der vliegeniers, generaal der parachutisten en generaal der luchtverbindingstroepen.
In de Wehrmacht vormden de Pioniere het equivalent van de Royal Engineers van de Britse strijdkrachten of de Combat Engineers van het Amerikaanse leger.

## Bundeswehr
In de Bundeswehr, het huidige Duitse leger, is een generaal der genie-troepen geen rang, maar een functie.  Hij is een brigade-generaal, die verantwoordelijk is voor de opleiding van de genie.

## Generaals der Genie-troepen van de Wehrmacht
| Naam                 | Geboortejaar | Overlijdensjaar | Benoeming  | Opmerking                                  |
| -------------------- | ------------ | --------------- | ---------- | ------------------------------------------ |
| Otto-Wilhelm Förster | 1885         | 1966            | 20-04-1938 |                                            |
| Alfred Jacob         | 1883         | 1963            | 01-06-1940 |                                            |
| Erwin Jaenecke       | 1890         | 1960            | 01-12-1942 | per 30-01-1944 tot Generaloberst bevorderd |
| Walter Kuntze        | 1883         | 1960            | 10-02-1938 |                                            |
| Karl Sachs           | 1886         | 1953            | 01-09-1939 |                                            |
| Otto Tiemann         | 1890         | 1952            | 01-05-1944 |                                            |